# Moonage Daydream (soundtrack)
Moonage Daydream is een soundtrackalbum van de Britse muzikant David Bowie. Het is de soundtrack van de gelijknamige film over Bowie uit 2022. Op 16 september 2022 werd het album uitgebracht.

## Achtergrond
Op 25 augustus 2022 werd aangekondigd dat Moonage Daydream op 16 september van dat jaar zou verschijnen, dezelfde dag waarop ook de film in première ging. De soundtrack bevat niet eerder uitgebrachte live-opnamen, orkestrale uitvoeringen van nummers, remixen die speciaal voor de film zijn gemaakt en fragmenten uit interviews met Bowie. Ter promotie van het album en de film werden remixen van de nummers "Modern Love" en "DJ" uitgebracht als singles.

## Tracklist
Alle muziek en teksten zijn geschreven door David Bowie, tenzij anders aangegeven. 
| Nr. | Titel                                                                        | Schrijver(s)              | Duur |
| --- | ---------------------------------------------------------------------------- | ------------------------- | ---- |
| 1.  | "Time... One of the Most Complex Expressions..."                             |                           | 1:54 |
| 2.  | "Ian Fish U.K. Heir" (Moonage Daydream Mix 1)                                |                           | 1:10 |
| 3.  | "Hallo Spaceboy" (Remix Moonage Daydream Edit)                               | Bowie, Brian Eno          | 3:04 |
| 4.  | "Wild Eyed Boy from Freecloud" (live; stereoversie)                          |                           | 3:19 |
| 5.  | "All the Young Dudes" (live; stereoversie)                                   |                           | 1:38 |
| 6.  | "Oh! You Pretty Things" (live; stereoversie)                                 |                           | 1:43 |
| 7.  | "Life on Mars?" (2016 Mix – Moonage Daydream Edit)                           |                           | 3:46 |
| 8.  | "Moonage Daydream" (live; stereoversie)                                      |                           | 6:17 |
| 9.  | "Medley: The Jean Genie / Love Me Do / The Jean Genie" (live; met Jeff Beck) | Bowie / Lennon-McCartney  | 7:48 |
| 10. | "The Light" (fragment)                                                       | Philip Glass              | 4:42 |
| 11. | "Warszawa" (Live Moonage Daydream Edit)                                      | Bowie, Eno                | 3:56 |
| 12. | "Quicksand" (2021 Mix – Early Version)                                       |                           | 4:57 |
| 13. | "Medley: Future Legend / Diamonds Dogs Intro / Cracked Actor"                | Bowie, Richard Rodgers    | 3:57 |
| 14. | "Rock 'n' Roll with Me" (live)                                               | Bowie, Warren Peace       | 4:47 |
| 15. | "Aladdin Sane" (Moonage Daydream Edit)                                       |                           | 5:03 |
| 16. | "Subterraneans"                                                              |                           | 5:37 |
| 17. | "Space Oddity" (Moonage Daydream Mix)                                        |                           | 3:39 |
| 18. | "V-2 Schneider"                                                              |                           | 3:09 |
| 19. | "Sound and Vision" (Moonage Daydream Mix)                                    |                           | 3:09 |
| 20. | "A New Career in a New Town" (Moonage Daydream Mix)                          |                           | 2:06 |
| 21. | "Word on a Wing" (Moonage Daydream Mix Excerpt)                              |                           | 0:12 |
| 22. | ""Heroes"" (Live Moonage Daydream Edit)                                      | Bowie, Eno                | 5:52 |
| 23. | "DJ" (Moonage Daydream Mix)                                                  | Bowie, Eno, Carlos Alomar | 3:48 |
| 24. | "Ashes to Ashes" (Moonage Daydream Mix)                                      |                           | 4:13 |
| 25. | "Move On" (Moonage Daydream A Cappella Mix Edit)                             |                           | 0:17 |
| 26. | "Moss Garden" (Moonage Daydream Edit)                                        | Bowie, Eno                | 1:03 |
| 27. | "Cygnet Committee / Lazarus" (Moonage Daydream Mix)                          |                           | 4:49 |
| 28. | "Memory of a Free Festival" (Harmonium Edit)                                 |                           | 0:48 |
| 29. | "Modern Love" (Moonage Daydream Mix)                                         |                           | 2:59 |
| 30. | "Let's Dance" (Live Moonage Daydream Edit)                                   |                           | 3:02 |
| 31. | "The Mysteries / Absolute Beginners" (Moonage Daydream Mix)                  |                           | 3:57 |
| 32. | "Rock 'n' Roll Suicide" (Live Moonage Daydream Edit)                         |                           | 4:12 |
| 33. | "Ian Fish U.K. Heir" (Moonage Daydream Mix 2)                                |                           | 3:39 |
| 34. | "Word on a Wing" (Moonage Daydream Mix)                                      |                           | 4:26 |
| 35. | "Hallo Spaceboy" (Live Moonage Daydream Mix)                                 | Bowie, Eno                | 3:12 |
| 36. | "I Have Not Been to Oxford Town" (Moonage Daydream A Cappella Mix Edit)      | Bowie, Eno                | 0:12 |
| 37. | ""Heroes": IV. Sons of the Silent Age" (fragment)                            |                           | 2:21 |
| 38. | "Blackstar" (Moonage Daydream Film Mix Edit)                                 |                           | 1:38 |
| 39. | "Ian Fish U.K. Heir" (Moonage Daydream Mix Excerpt)                          |                           | 0:44 |
| 40. | "Memory of a Free Festival" (Moonage Daydream Mix Edit)                      |                           | 3:03 |
| 41. | "Starman" (singleversie)                                                     |                           | 4:11 |
| 42. | "You're Aware of a Deeper Existence..."                                      |                           | 0:58 |
| 43. | "Changes"                                                                    |                           | 3:32 |
| 44. | "Let Me Tell You One Thing..."                                               |                           | 0:18 |
| 45. | "Well You Know What, This Has Been an Incredible Pleasure..."                |                           | 0:24 |